# Мартин Таракински
Свети Мартин Таракински је хришћански светитељ из Илирије.
Потекао је из Саварије Панонске. Живео је у време аријанске јереси. Отворено је стао на страну православне вере. Због тога су га аријевци изложили јавној казни и порузи, и протерали га из града. 
Отишао је у Италију у Милано, али је и тамо доживео исто то од аријанског епископа Авксентија. Због тога се повукао на пусто острво Галарију у Тиренском мору, где се хранио биљем. После неког времена, изабран је за таракинског епископа. Хранио је гладне, штитио поробљене и просвећивао Јеванђељем поверени му народ. 
Православна црква прославља светог Мартина 23.(10.) новембра.

## Извори
1. ↑  „Житија Светих за новембар – Страна 11 – Светосавље”. svetosavlje.org. Приступљено 2025-07-22.
2. ↑  „Свети преподобни Мартин таракински”. Prijateljboziji.com (на језику: српски). Приступљено 2025-07-22.